# محاصره چیهایا
محاصره چیهایا (انگلیسی: Siege of Chihaya)، در سال آخر دوره کاماکورا اتفاق افتاد. این یکی از چندین نبرد شورش گنکو بود که در آن امپراتور گودایگو به دنبال از بین بردن قدرت خاندان هوجو بود. قلعه چیهایا (千早城) در بالای کوه گنکو، در ولایت کاواچی، در سال ۱۳۳۲ ساخته شد.